# Marina Mstislawowna Nejolowa

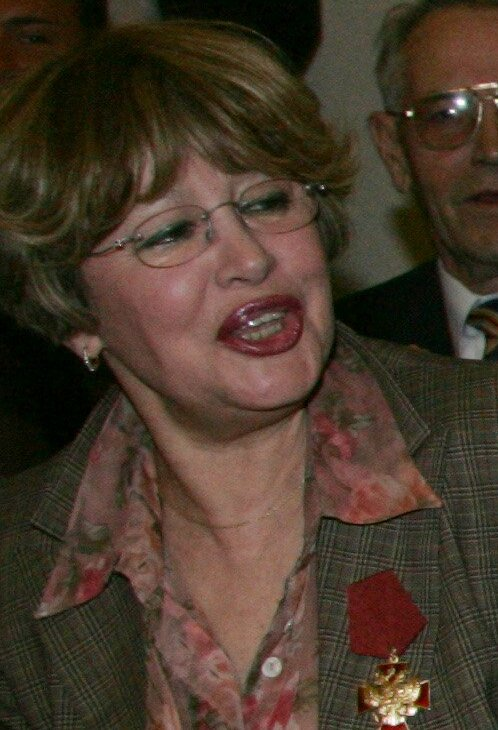
Marina Mstislawowna Nejolowa

Marina Mstislawowna Nejolowa (russisch Марина Мстиславовна Неёлова; * 8. Januar 1947 in Leningrad, Sowjetunion) ist eine russische Schauspielerin.

## Leben
Nejolowa begeisterte sich schon während ihrer Schulzeit für das Theater und studierte bis 1969 an der renommierten staatlichen Akademie der Theater, Musik und der Filmkunst (ЛГИТМиК) in Leningrad. Anschließend wurde sie Mitglied des Schauspielensembles der Lenfilm, spielte ab 1972 aber auch Theater. 1968 debütierte sie bereits vor einer Filmkamera und spielte in der Folgezeit vornehmlich Charakterrollen in Gegenwartsfilmen.
Von 1985 bis 1987 war sie mit dem damaligen Schachweltmeister Garri Kasparow liiert, seit 1989 ist sie mit dem Diplomaten Kirill Geworgjan verheiratet. Sie hat eine 1987 geborene Tochter.

## Filmografie (Auswahl)
- 1968: Ein uraltes Märchen (Старая, старая сказка)
- 1973: Die Abenteuer des Ballonpiloten J. A. (Сломанная подкова)
- 1973: Wir warten auf dich, Junge! (Ждём тебя, парень)
- 1974: Mit dir und ohne dich (С тобой и без тебя)
- 1977: Ein Wort zur Verteidigung (Слово для защиты)
- 1979: Marathon im Herbst (Осенний марафон)
- 1988: Liebe Jelena Sergejewna (Дорогая Елена Сергеевна)
- 1998: Der Barbier von Sibirien (Сибирский цирюльник)

## Auszeichnungen
- 1987: Volkskünstler der RSFSR